# Lingyuanosaurus
Lingyuanosaurus is een geslacht van theropode dinosauriërs, behorende tot de Maniraptora, dat tijdens het vroege Krijt leefde in het gebied van het huidige China. Lingyuanosaurus sihedangensis is de enige beschreven soort.

## Vondst en naamgeving
Bij Sihedang in Liaoning werd het skelet opgegraven van een kleine dinosauriër.
In 2019 werd de typesoort Lingyuanosaurus sihedangensis benoemd en beschreven door Yao Xi, Liao Chunchi, Corwin Sullivan en Xu Xing. De geslachtsnaam verwijst naar de stad Lingyuan. De soortaanduiding verwijst naar de herkomst bij Sihedang.
Het holotype, IVPP V 23589, is gevonden in een laag van de Jeholgroep. De lagen bij Sihedang maken deel uit van de Yixianformatie of de Jiufotangformatie; de precieze stratificatie is omstreden maar ze stammen vermoedelijk uit het Aptien. Het maakt deel uit van de collectie van het Institute of Vertebrate Paleontology and Paleoanthropology. Het bestaat uit een gedeeltelijk skelet zonder schedel. Het omvat een halswervel, vijf stukken wervel uit de rug, het heiligbeen en de staart, een volledige staartwervel, ribben, de bovenkant van het linkeropperarmbeen, de onderkant van het rechteropperarmbeen, twee handklauwen, het linkerdarmbeen, de vermoedelijke bovenkant van het linkerzitbeen, het rechterdijbeen, de bovenzijde van het linkerscheenbeen, het vermoedelijke rechtersprongbeen en enkele niet te determineren botfragmenten. De beenderen werden geborgen in zeven blokken, verwijderd uit een oppervlakte van één vierkante meter. De fossielen zijn daarna geprepareerd door Xiang Lishi. Het betreft een jong dier.

## Beschrijving

### Grootte en onderscheidende kenmerken
Het individu van het holotype was een klein exemplaar, ongeveer een anderhalve meter lang. Zijn dijbeen had een lengte van maar twintig centimeter. Het gewicht werd geschat op twaalf kilogram. Omdat het een jong betreft, kan de volwassen grootte aanzienlijk hoger hebben gelegen. Gezien de mate van verbening van het skelet, gaat het echter niet om een pas uitgekomen kuiken. De beschrijvers namen een volwassen lengte van zo'n twee meter aan.
De beschrijvers wisten twee onderscheidende kenmerken vast te stellen. Het gaat volgens de beschrijvers om autapomorfieën, unieke afgeleide eigenschappen. Het eerste vermeldde kenmerk is echter een unieke combinatie van op zich niet unieke eigenschappen. De achterste ruggenwervels combineren een hoge richel die op de onderzijde van het zijuitsteeksel naar de parapofyse loopt, gelegen tussen de voorste en achterste uithollingen met een hyposfeen waarvan de onderzijde een verdikking overdwars toont die naar achteren zo ver loopt als het uiteinde van de achterste gewrichtsuitsteeksels en naar bezijden tot over de achterste gewrichtsuitsteeksels reikt, en met een richel tussen het wervellichaam en het voorste gewrichtsuitsteeksel die tot voor het niveau van het voorste gewrichtsuitsteeksel reikt en met zijn tegenhanger van de andere zijde versmolten is op de middenlijn. Ook het tweede kenmerk is een combinatie. Het darmbeen combineert een bovenprofiel dat vooraan sterk bol is en achteraan uitgesproken hol met een driehoekige uitholling op de binnenzijde, direct boven het aanhangsel voor het schaambeen. Het holle profiel achteraan is in ieder geval uniek en dus op zich een geldige autapomorfie.

### Skelet
De gevonden halswervel, vermoedelijk een achterste, is langwerpig met een lengte van drie centimeter, een teken dat de nek als geheel vrij lang was. In de rug is het ruggenmergkanaal opvallend nauw. De doornuitsteeksels zijn in zijaanzicht breder bovenaan dan aan de basis maar het breedst in het midden. De laminae van de wervels zijn sterk ontwikkeld. De gevonden sacrale wervel is lang en laag. De taps toelopende zijuitsteeksels in de staart worden gedeeld met Falcarius. Op het opperarmbeen is de deltopectorale kam lang en rechthoekig. Onderaan is het opperarmbeen niet sterk verbreed, wat zeldzaam is voor therizinosauriërs. De handklauwen zijn overdwars afgeplat en sterk gekromd. Bovenaan hebben ze aan weerszijden grote uithollingen, net als bij Jianchangosaurus. Hun punten zijn overdwars breed als bij Beipiaosaurus. Het darmbeen, 143 millimeter lang, heeft vooraan en in het midden een extreem bol bovenprofiel doordat de bovenrand naar het voorste achterblad toe vrijwel recht omlaag duikt zodat daar een kleine holte in het profiel ontstaat. Het darmbeen mist een verticale richel boven het heupgewricht maar vooraan heeft de bovenrand een krul naar buiten, welke volgens de beschrijvers weleens homoloog zou kunnen zijn aan die richel. Het aanhangsel voor het schaambeen is van achteren uit ingesnoerd. Het is naar achteren gericht wat betekent dat het schaambeen dat ook was, een afgeleid kenmerk. De driehoekige uitholling op de binnenzijde wordt vooraan begrensd door een korte richel die meteen de bovenrand is van de uitholling voor de aanhechting van de musculus cuppedicus. Het dijbeen is robuust, slechts zevenmaal langer dan de schachtdiameter. De dijbeenkop staat schuin omhoog, een afgeleid kenmerk dat tot een bredere gang leidt. De trochanter minor is versmolten met de trochanter major. Er is een lange vierde trochanter, geplaatst boven het midden van de schacht. Aan de buitenzijde van de beenstijl naar de buitenste gewrichtsknobbel bevindt zich aan de achterzijde een brede inzinking. Het bewaarde stuk scheenbeen is 215 millimeter lang. Het lijkt erop dat het, niet bewaarde, ondervlak vrij sterk naar binnen gedraaid was.
Het skelet toont in het algemeen een mengeling van basale en afgeleide kenmerken. Sommige trekken worden gedeeld met eerdere therizinosauriërs. Het scheenbeen is langer dan het dijbeen: hoewel de bewaarde tibia onvolledig is, is zij al langer dan het femur. Bij de onderste gewrichtsknobbels van het dijbeen steekt de buitenste verder uit, wat het onderbeen meer naar binnen dwingt, nuttig bij het rennen. Bij de voorste staartwervels lopen de zijuitsteeksels taps toe. De bovenrand van het achterblad van het darmbeen is glad in plaats van ruw. Het voorblad van het darmbeen is ongeveer even lang als het deel boven het heupgewricht hoog is. De derde handklauw heeft bovenaan een beenlip die het gewrichtsvlak overhangt.
Andere eigenschappen komen juist overeen met latere therizinosauriërs. De schacht van het opperarmbeen heeft geen verticale groeve op de voorste buitenrand van de binnenste knobbel. Bij het  voorblad van het darmbeen is de onderrand licht naar buiten gebogen. Het gewrichtsvlak van het aanhangsel voor het schaambeen is schuin naar beneden en achteren gericht. De lengteas van het darmbeen steekt meer dan 35° schuin naar boven — i.c. 38°. De kop van het dijbeen is schuin naar boven en binnen gericht. De trochanter major van het dijbeen is aanzienlijk van voor naar achter verbreed ten opzichte van de dijbeenkop. Het bovenvlak van het dijbeen is uitgehold tussen de trochanter major en de kop.

## Fylogenie
Lingyuanosaurus werd in de Therizinosauria geplaatst en daarbinnen in de Therizinosauroidea, in een vrij basale positie boven Beipiaosaurus maar onder Alxasaurus in de stamboom.
De gevonden positie past goed bij de geologische leeftijd van de vondst. Verder heeft Lingyuanosaurus ook een bouw die tussen de morfologie van basale en meer afgeleide soorten staat. Het voorste darmbeen is namelijk hoog, wat wijst op een meer geheven romp tijdens het lopen, en het dijbeen is robuust en recht met een kleine trochanter minor, beide afgeleide kenmerken, terwijl het scheenbeen duidelijk langer is dan het dijbeen, wat een aanpassing is aan het rennen, zoals bij de voorouderlijke vormen die nog meer op de oorspronkelijke theropoden leken. Problematisch is echter dat het holotype een jong dier is. Die hebben vaak nog basale trekken. Het kan dus zijn dat bij het volwassen dier het scheenbeen korter werd. Dit kan er ook toe leiden dat in de analyse de soort te laag in de stamboom uitvalt.
Wat echter de positie bevestigt, is bij het darmbeen een matige versmalling van het aanhangsel voor het schaambeen, een juist afgeleid kenmerk dat gedeeld wordt met Beipiaosaurus. Bij latere therizinosauriërs zou het nog nauwer worden. Een andere overeenkomst met Beipiaosaurus is het slechts matig naar buiten uitsteken van het onderste voorblad van het darmbeen. Dit is zelfs overtuigender want in de basalere soort Falcarius steekt het altijd nog meer uit.

## Levenswijze
Lingyuansaurus was vermoedelijk een planteneter. De half opgerichte lichaamshouding is een teken dat de buikholte aan het vergroten was om het voedsel zo efficiënt mogelijk te verteren. Ondanks de lange onderbenen zal het dier niet al te snel hebben kunnen rennen. Het verdedigde zich tegen aanvallers met de scherpe kromme handklauwen.
In de Jeholbiota zijn ook de therizinosauriërs Jianchangosaurus en Beipiaosaurus gevonden. De beschrijvers namen aan dat Lingyuanosaurus ongeveer even groot werd. Het is wat vreemd dat drie soorten uit dezelfde groep en van dezelfde grootte hetzelfde gebied deelden. De Jeholgroep beslaat echter een periode van acht miljoen jaar dus het is mogelijk dat ze niet tegelijkertijd leefden. Daarbij zijn er aanwijzingen dat er verschillende bassins waren met ieder een eigen fauna. Ook zo het kunnen dat aanpassingen aan het gebit voor een specialisatie zorgden zodat er een nicheverdeling tot stand kwam. Mocht ooit de kop van Lingyuanosaurus gevonden worden, kan die daar uitsluitsel over geven.